# 大山梓
大山 梓（おおやま あずさ、1916年9月9日 - 1992年3月2日）は、日本の海軍軍人、研究者（日本近代政治史）。軍人時代の最終階級は海軍主計大尉、学位は法学博士。広島大学法学部教授、帝京大学法学部教授。大山巌の孫（大山柏の長男）。
長女に由美子。

## 来歴
- 1916年（大正5年） -  陸軍少佐公爵・大山柏の長男として生まれる。
- 学習院高等科を経て、1940年、京都帝国大学法学部卒業。のち東京帝国大学文学部倫理学科中退[2]。
- 大日本帝国海軍主計大尉
- 外務事務官
- 1964年（昭和39年） - 国際法学会1964年度秋季大会（岡山大学）にて『日露戦争と開戦外交』を発表。
- 1967年（昭和42年） - 法学博士号（慶應義塾大学）取得
- 広島大学法学部教授
- 1981年（昭和56年） - 同職を退官する。
- 帝京大学法学部教授
- 1992年（平成4年） - 死去する。享年76

## 著作・論文

### 著書
- 1967年（昭和42年） - 『旧条約下に於ける開市開港の研究・日本に於ける外国人居留地』 鳳書房
- 1973年（昭和48年） - 『日露戦争の軍政史録』 芙蓉書房
- 1980年（昭和55年） - 『日本外交史研究』 良書普及会
- 1989年（平成元年） - 『日本外交史話』 鳳書房
- 1989年（平成元年） - 『私と歴史学』 鳳書房
- 1994年（平成6年） - 『日本外交叢話』 鳳書房 ISBN 4-900304-22-0

### 共著
- 1991年（平成3年） - 『条約改正調書集成 （上・下）』 稲生典太郎と共編、原書房「明治百年史叢書」

### 編纂
- 1965年（昭和40年） - 『柴五郎述　北京籠城／服部宇之吉　北京籠城日記』 平凡社東洋文庫、ワイド版（2003年）
- 1966年（昭和41年） - 『山県有朋意見書』 原書房「明治百年史叢書」

### 論文
- 1978年（昭和53年） - 『日独戦争と青島占領』（「広島法学」第1巻第2号 広島大学法学会に収録）
- 1978年（昭和53年） - 『日露戦争と病院船』（「広島法学」第1巻第3・4合併号 広島大学法学会に収録）
- 1978年（昭和53年） - 『日米条約と米総領事』（「広島法学」第2巻第2・3合併号 広島大学法学会に収録）
- 1979年（昭和54年） - 『横浜外国人居留地取締規則』（「広島法学」第2巻第4号 広島大学法学会に収録）
- 1979年（昭和54年） - 『日露戦争と捕虜』（「広島法学」第3巻第3号 広島大学法学会に収録）
- 1989年（平成元年） - 『居留地研究の回顧と展望』（「横浜居留地の諸相」横浜開港資料館に収録）

### 博士論文
- 1967年（昭和42年） - 『旧條約下に於ける開市開港の研究』 慶應義塾大学 乙第224号

### 関連書
- 1981年（昭和56年） - 『広島法学〈第4巻　第3・4合併号〉大山梓先生退官記念号』 広島大学法学会

## 家族・親族
- 五世祖父（母方）：徳川家斉 - 江戸幕府第11代将軍
- 高祖父（父方）：西郷隆充 - 薩摩藩士
- 高祖父（父方）：大山綱毅 - 薩摩藩士
- 高祖父（父方）：山川重英 - 陸奥会津藩家老
- 高祖父（母方）：近衛忠煕 - 公卿、近衛家27代当主
- 高祖父（母方）：島津久長 - 薩摩藩士
- 高祖父（母方）：前田斉泰 - 加賀藩第12代藩主
- 高祖母（母方）：溶姫 - 徳川家斉の娘
- 従大伯父（父方）：西郷隆盛 - 薩摩藩士、参議、陸軍元帥、大日本帝国陸軍大将
- 従大伯父（父方）：西郷従道 - 薩摩藩士、大日本帝国海軍元帥大将
- 曾祖父（父方）：大山綱昌（西郷小兵衛） - 薩摩藩士
- 曾祖父（父方）：山川重固 - 会津藩士
- 曾祖父（母方）：近衛忠房 - 公卿、近衛家28代当主
- 曾祖父（母方）：前田慶寧 - 加賀藩第13代藩主
- 祖父（父方）：大山巌 - 大日本帝国陸軍・元帥大将
- 祖母（父方）：大山捨松 - 山川重固の娘、愛国婦人会理事、赤十字篤志看護会理事
- 祖父（母方）：近衛篤麿 - 第3代貴族院議長、第7代学習院院長
- 祖母（母方）：近衛貞子 - 前田慶寧の六女
- 伯父（母方）：近衛文麿 - 第34・38・39代内閣総理大臣
- 父：大山柏 - 陸軍少佐、文学博士、考古学者
- 母：武子 - 近衛文麿の妹
- 弟：大山桂 - 理学博士
- 妻：智子 - 浜地秋太郎の娘
- 長女：由美子 - 延広知児に嫁ぐ